# Isomorphismus
In der Mathematik ist ein Isomorphismus (von altgriechisch ἴσος (ísos) – „gleich“ und μορφή (morphḗ) – „Form“, „Gestalt“) eine Abbildung zwischen zwei mathematischen Strukturen, durch die Teile einer Struktur auf bedeutungsgleiche Teile einer anderen Struktur umkehrbar eindeutig (bijektiv) abgebildet werden.

## Definition

### Universelle Algebra
In der universellen Algebra heißt eine Funktion {\displaystyle \varphi } zwischen zwei algebraischen Strukturen (zum Beispiel Gruppen, Ringen, Körpern oder Vektorräumen) ein Isomorphismus, wenn:
- {\displaystyle \varphi } bijektiv ist,
- {\displaystyle \varphi } ein Homomorphismus ist.

Gibt es einen Isomorphismus zwischen zwei algebraischen Strukturen, dann heißen die beiden Strukturen zueinander isomorph. Isomorphe Strukturen sind in gewisser Weise „das gleiche“, nämlich dann, wenn man von der Darstellung der Elemente der zugrundeliegenden Mengen und den Namen der Relationen und Verknüpfungen absieht.
Die Aussage „{\displaystyle X} und {\displaystyle Y} sind isomorph“ wird üblicherweise durch {\displaystyle \simeq } oder durch {\displaystyle X\cong Y} notiert.
Ist {\displaystyle \varphi } ein bijektiver Homomorphismus zwischen zwei algebraischen Strukturen, dann ist immer auch {\displaystyle \varphi ^{-1}} ein bijektiver Homomorphismus.

### Relationale Strukturen
Es seien {\displaystyle {\boldsymbol {A}}=(A,(R_{i}))} und {\displaystyle {\boldsymbol {B}}=(B,(S_{i}))} zwei relationale Strukturen vom gleichen Typ {\displaystyle (n_{i}),} sodass {\displaystyle n_{i}\in \mathbb {N} } für jedes {\displaystyle i} die Stelligkeit der Relationen {\displaystyle R_{i}} und {\displaystyle S_{i}} bezeichnet. Eine Bijektion {\displaystyle \varphi \colon A\to B} heißt Isomorphismus, wenn sie für jedes {\displaystyle i} und für alle {\displaystyle a_{1},\ldots ,a_{n_{i}}\in A} die folgende Verträglichkeitseigenschaft besitzt:
{\displaystyle (a_{1},\ldots ,a_{n_{i}})\in R_{i}\Leftrightarrow (\varphi (a_{1}),\ldots ,\varphi (a_{n_{i}}))\in S_{i}.}
Im Gegensatz zu algebraischen Strukturen ist nicht jeder bijektive Homomorphismus zwischen relationalen Strukturen ein Isomorphismus. Ein Beispiel für Isomorphismen zwischen relationalen Strukturen sind Isomorphismen zwischen Graphen.

### Kategorientheorie
In der Kategorientheorie definiert man einen Isomorphismus allgemein als einen Morphismus {\displaystyle f\colon X\to Y,} der ein beidseitiges Inverses {\displaystyle f^{-1}\colon \,Y\to X} besitzt:
{\displaystyle f\circ f^{-1}=\operatorname {id} _{Y}} und {\displaystyle f^{-1}\circ f=\operatorname {id} _{X}.}
Die oben definierten Isomorphismen zwischen algebraischen Strukturen sowie zwischen relationalen Strukturen sind Spezialfälle dieser Definition. Weitere Spezialfälle dieses Isomorphiebegriffes sind beispielsweise Homöomorphismen als Isomorphismen in der Kategorie der topologischen Räume und stetige Abbildungen oder Homotopieäquivalenzen als Isomorphismen in der Kategorie der topologischen Räume mit den Homotopieklassen von Abbildungen als Morphismen.

## Bedeutung
In der Kategorientheorie ist von entscheidender Bedeutung, dass die Eigenschaft Isomorphismus unter jedem Funktor erhalten bleibt, d. h. ist {\displaystyle f\colon X\to Y} ein Isomorphismus in einer Kategorie {\displaystyle C} und {\displaystyle F\colon C\to D} ein Funktor, dann ist
{\displaystyle F(f)\colon F(X)\to F(Y)}
ebenfalls ein Isomorphismus in der Kategorie {\displaystyle D}. In der algebraischen Topologie wird diese Eigenschaft häufig festgestellt, um Räume in Relation bringen zu können: Sind beispielsweise zwei Räume homöomorph, so sind ihre Fundamentalgruppen isomorph.

## Beispiele
Sind {\displaystyle (X,\cdot )} und {\displaystyle \left(Y,+\right)} Mengen mit einer binären Verknüpfung, dann ist eine Bijektion {\displaystyle f\colon X\to Y} mit
{\displaystyle f(u)+f(v)=f(u\cdot v)} für alle {\displaystyle u,v\in X}
ein Isomorphismus von {\displaystyle X} nach {\displaystyle Y}. So ist etwa der Logarithmus ein Isomorphismus von {\displaystyle (\mathbb {R} ^{+},/)} nach {\displaystyle (\mathbb {R} ,-)}, da {\displaystyle \log(x)-\log(y)=\log \left({\tfrac {x}{y}}\right)}.
Eine binäre Verknüpfung ist eine dreistellige Relation. Aber auch zu zweistelligen Relationen lassen sich Homo- und Isomorphismen definieren (s. u. #Ordnungsisomorphismus).
Bei manchen Isomorphismen impliziert die Homomorphie der Funktion auch die der Umkehrfunktion; bei den anderen muss man sie extra nachweisen.

### Gruppenisomorphismus
Sind die Strukturen Gruppen, dann heißt ein solcher Isomorphismus Gruppenisomorphismus. Meist meint man mit Isomorphismen solche zwischen algebraischen Strukturen wie Gruppen, Ringen, Körpern oder Vektorräumen.

### Isometrischer Isomorphismus
Sind {\displaystyle \left(X,d\right)} und {\displaystyle \left(Y,D\right)} metrische Räume und ist {\displaystyle f} eine Bijektion von {\displaystyle X} nach {\displaystyle Y} mit der Eigenschaft
{\displaystyle D\left(f(u),f(v)\right)=d(u,v)} für alle {\displaystyle u,v\in X},
dann nennt man {\displaystyle f} einen isometrischen Isomorphismus.
In den bisherigen Beispielen sind Isomorphismen genau die homomorphen Bijektionen – die Umkehrabbildung ist automatisch homomorph. In den folgenden Beispielen muss zusätzlich gefordert werden, dass auch die Umkehrabbildung homomorph ist.
In der Funktionalanalysis nennt man eine Abbildung {\displaystyle T\colon X\to Y} zwischen normierten Räumen {\displaystyle (X,\|\cdot \|_{X}),(Y,\|\cdot \|_{Y})} einen Isomorphismus, wenn sie folgende Eigenschaften hat:
- {\displaystyle T} ist linear
- {\displaystyle T} ist stetig
- Die Umkehrfunktion {\displaystyle T^{-1}} ist auch stetig

Falls zusätzlich für alle {\displaystyle x\in X} gilt {\displaystyle \|T(x)\|_{Y}=\|x\|_{X}}, so nennt man {\displaystyle T} einen isometrischen Isomorphismus.

### Ordnungsisomorphismus
Sind {\displaystyle (X,\leq _{X})} und {\displaystyle (Y,\leq _{Y})} geordnete Mengen, dann ist ein (Ordnungs-)Isomorphismus von {\displaystyle X} nach {\displaystyle Y} eine ordnungserhaltende Bijektion, deren Umkehrfunktion ebenfalls ordnungserhaltend ist. Ordnungserhaltende Bijektionen zwischen totalgeordneten Mengen sind automatisch Isomorphismen; für Halbordnungen gilt dies nicht: {\displaystyle n\mapsto n} ist offenkundig eine ordnungserhaltende Bijektion von {\displaystyle \mathbb {N} ^{+}} mit der Teilerrelation nach {\displaystyle \mathbb {N} ^{+}} mit der gewöhnlichen Ordnung, aber nicht in der Gegenrichtung.
Ordnungsisomorphismen spielen in der Theorie der Ordinalzahlen eine wichtige Rolle.
Man sagt auch, {\displaystyle X} und {\displaystyle Y} seien ordnungsisomorph oder vom selben Ordnungstyp.
Der Ordnungstyp der natürlichen Zahlen {\displaystyle \mathbb {N} } wird mit {\displaystyle \omega } und der der rationalen Zahlen {\displaystyle \mathbb {Q} } mit {\displaystyle \eta } bezeichnet. Der Ordnungstyp der rationalen Zahlen im offenen Intervall {\displaystyle \{q\in \mathbb {Q} \mid 0<q<1\}} ist ebenfalls {\displaystyle \eta .} Beide sind dicht in ihrer jeweiligen Vervollständigung. Die Ordnungstypen der reellen Zahlen {\displaystyle \mathbb {R} } und des Intervalls {\displaystyle (0,1)} sind ebenfalls gleich, aber verschieden von {\displaystyle \eta ,} da es keine Bijektion zwischen {\displaystyle \mathbb {R} } und {\displaystyle \mathbb {Q} } gibt.